# Divinolândia
Divinolândia est une municipalité brésilienne de la microrégion de São João da Boa Vista.